# That's the Spirit
That's the Spirit — п'ятий студійний альбом британського рок-гурту Bring Me the Horizon, випущений 11 вересня 2015 року. В альбомі відчувається значний зсув від традиційного металкор-звучання гурту, натомість переважає альтернативний рок.

## Список композицій
| #     | Назва           | Тривалість |
| ----- | --------------- | ---------- |
| 1.    | «Doomed»        | 4:34       |
| 2.    | «Happy Song»    | 3:59       |
| 3.    | «Throne»        | 3:11       |
| 4.    | «True Friends»  | 3:52       |
| 5.    | «Follow You»    | 3:51       |
| 6.    | «What You Need» | 4:11       |
| 7.    | «Avalanche»     | 4:22       |
| 8.    | «Run»           | 3:42       |
| 9.    | «Drown»         | 3:42       |
| 10.   | «Blasphemy»     | 4:35       |
| 11.   | «Oh No»         | 5:00       |
| 44:59 |                 |            |